# Polyommatus postzelleri
Polyommatus postzelleri är en fjärilsart som beskrevs av Ruggero Verity 1943. Polyommatus postzelleri ingår i släktet Polyommatus och familjen juvelvingar. Inga underarter finns listade i Catalogue of Life.